# Świnoujście
Świnoujście  je mjesto u zapadnoj Poljskoj. To je lučki grad spojen s gradu Szczecin. Je i ovdje poznati lječilište na obali Baltičkog mora.

## Komunikacija
Željezničke veze dovode do mnogih gradova, npr Szczecin, Poznanj, Varšava i Krakov. U središtu grada je lokalna željeznička pruga u pravcu Njemačke.
Świnoujście je točka na cesti europski pravac E65 (E65) od Malmöa u Švedskoj kroz gradove Ystad , Szczecin , Gorzów Wielkopolski , Zielona Góra , Prag , Brno , Bratislava , Jegersek , Zagreb , Rijeka , Split , Neum , Dubrovnik , Podgorica , Priština , Skoplje , Korint , Tripoli  prema gradu Hania u Grčkoj. 

## Vanjske poveznice
Stranica mjesta

### Ostali projekti
|  | Zajednički poslužitelj ima stranicu o temi Świnoujście |